# Bob vid olympiska vinterspelen 1968
Resultaten från tävlingarna i bob vid olympiska vinterspelen 1968.

## Medaljörer
| Spel                          | Guld                                                                    | Silver                                                               | Brons                                                      |
| Herrar, fyramanna Detaljer... | Italien Eugenio Monti Luciano de Paolis Roberto Zandonella Mario Armano | Österrike Erwin Thaler Reinhold Durnthaler Herbert Gruber Josef Eder | Schweiz Jean Wicki Hans Candrian Willi Hofmann Walter Graf |
| Herrar, tvåmanna Detaljer...  | Italien Eugenio Monti Luciano de Paolis                                 | Västtyskland Horst Floth Pepi Bader                                  | Rumänien Ion Panturu Nicolae Neagoe                        |

## Medaljtabell
| Pl. | Nation       | Guld | Silver | Brons | Totalt |
| --- | ------------ | ---- | ------ | ----- | ------ |
| 1   | Italien      | 2    | 0      | 0     | 2      |
| 2   | Österrike    | 0    | 1      | 0     | 1      |
| 2   | Västtyskland | 0    | 1      | 0     | 1      |
| 4   | Rumänien     | 0    | 0      | 1     | 1      |
| 4   | Schweiz      | 0    | 0      | 1     | 1      |